# 大盛況
「大盛況」（だいせいきょう）は指揮者・作曲家である稲田康が当時の松下電器（現在のパナソニック）からの嘱託で作曲したチャイムである。正式な曲名は「メロディーチャイムNO.1 ニ長調 作品17「大盛況」」で、ファミリーマートの入店音として親しまれている。

## 解説
この曲は稲田康が松下電器の製品のチャイム音のチェック作業を行っていた際、1978年から1979年の間に発売されたドアホン用チャイムとして作曲された。そのためこの曲はファミリーマート専用曲というわけではなく、住宅用のインターホンや個人商店、ファミリーマート以外のコンビニエンスストアでも聞くことができる。
一方ファミリーマートでもサークルKサンクスからの転換店舗では使われない店がある他、沖縄ファミリーマートでは県内既存のコンビニエンスストアであるホットスパーが入店音にこの曲を採用していたため使用されない店舗がある。
数年前まで曲の権利関係があやふやになっていたが弁護士を通じパナソニックと取り決めを行ったため2017年のファミチキ先輩登場時からCMに使われている他、2019年7月より導入されたQRコード決済サービス「FamiPay」の決済音としても一時期用いられていた。
変わった使用例として、さだまさしが2018年7月に発表したアルバム『Reborn〜生まれたてのさだまさし〜』収録の「大盛況 〜生まれたてのさだまさし〜」がある。これはさだが毎年年明け直後の元日未明に放送しているNHK総合テレビの『年の初めはさだまさし』に投稿されたはがきにおいて、このセンサーチャイムにあわせて「生まれたてのさだまさし」と歌う小学生がいる、と紹介されたことに端を発し、以後さだも気に入ってコンサートで観客と合唱するようになり、フェスティバルホールで実際に歌われたのを作曲者の稲田および権利元のパナソニックに承諾を得て収録する運びとなった。